# Äußeres Maß
Äußeres Maß (englisch outer measure) ist ein Begriff aus dem mathematischen Teilgebiet der Maßtheorie, der 1914 von Constantin Carathéodory eingeführt wurde. Äußere Maße spielen eine wichtige Rolle bei der Erweiterung von Prämaßen zu Maßen mittels des Maßerweiterungssatz von Carathéodory. Äußere Maße sind im Allgemeinen aber keine Maße.

## Definition
Ein äußeres Maß {\displaystyle \nu } ist eine Mengenfunktion von der Potenzmenge einer Menge {\displaystyle X} in das Intervall {\displaystyle [0,\infty ]}, welche folgende Axiome erfüllt:
- {\displaystyle \nu (\emptyset )=0}
- {\displaystyle A\subseteq B\Rightarrow \nu (A)\leq \nu (B)}    „Monotonie“
- {\displaystyle \nu \left(\bigcup _{i=1}^{\infty }A_{i}\right)\leq \sum _{i=1}^{\infty }\nu (A_{i})}    „{\displaystyle \sigma }-Subadditivität“

Der Name äußeres Maß lehnt sich an die Begriffe inneres und äußeres Maß an, die von Borel und Lebesgue benutzt wurden. Die Theorie von Carathéodory benutzt kein inneres Maß und vereinfacht die grundlegenden Beweise beträchtlich.

## Metrisches äußeres Maß
Ein metrisches äußeres Maß ist ein äußeres Maß auf einem metrischen Raum {\displaystyle (X,d)} mit der zusätzlichen Eigenschaft:
- {\displaystyle \nu (A\cup B)=\nu (A)+\nu (B)}

für alle nichtleeren separierten Mengen {\displaystyle A} und {\displaystyle B}, d. h. {\displaystyle \inf\{d(a,b):a\in A,b\in B\}>0}.
Bei der Konstruktion des Lebesgue-Maßes {\displaystyle \lambda } wird beispielsweise ein metrisches äußeres Maß {\displaystyle \lambda ^{*}} verwendet.

## Konstruktion

### Äußere Maße
Sei {\displaystyle S\subseteq {\mathcal {P}}(X)} beliebiges Mengensystem mit {\displaystyle \emptyset \in S} und {\displaystyle \mu \colon S\rightarrow [0,+\infty ]} eine Mengenfunktion mit {\displaystyle \mu (\emptyset )=0}. Setzt man für jedes {\displaystyle A\subseteq X}
{\displaystyle \nu (A):=\inf \ \left\{\left.\sum _{i=1}^{\infty }\mu (A_{i})\,\right|\,A_{i}\in S,\ A\subseteq \bigcup _{i=1}^{\infty }A_{i}\right\}}
mit der Konvention {\displaystyle \inf(\emptyset )=+\infty }, dann ist {\displaystyle \nu } ein äußeres Maß auf {\displaystyle {\mathcal {P}}(X)}. Ist {\displaystyle \mu } {\displaystyle \sigma }-subadditiv, so gilt {\displaystyle \mu (A)=\nu (A)} für alle {\displaystyle A\in S}. Somit lässt sich insbesondere mittels eines Inhalts oder eines Prämaßes auf einem Halbring oder Ring ein äußeres Maß konstruieren. Manchmal wird daher die obige Konstruktion nur für diese Spezialfälle definiert.
Wählt man als Prämaß das lebesguesche Prämaß, so erhält man das äußere lebesguesche Maß; wählt man als Prämaß das Lebesgue-Stieltjessche Prämaß, so erhält man das äußere Lebesgue-Stieltjessche Maß.

### Metrische äußere Maße
Seien {\displaystyle S\subseteq {\mathcal {P}}(X)} beliebiges Mengensystem auf dem metrischen Raum {\displaystyle (X,d)} mit {\displaystyle \emptyset \in S} und {\displaystyle \mu \colon S\rightarrow [0,+\infty ]} eine Mengenfunktion mit {\displaystyle \mu (\emptyset )=0}. Definiert man
{\displaystyle \nu _{\delta }(A):=\inf \ \left\{\left.\sum _{i=1}^{\infty }\mu (A_{i})\,\right|\,\operatorname {diam} (A_{i})\leq \delta ,\,A_{i}\in S,\ A\subseteq \bigcup _{i=1}^{\infty }A_{i}\right\}}
mit der Konvention {\displaystyle \inf(\emptyset )=+\infty }, so ist
{\displaystyle \nu (A):=\sup _{\delta >0}\nu _{\delta }(A)}
ein metrisches äußeres Maß. Dabei ist {\displaystyle \operatorname {diam} (A)} der Durchmesser der Menge {\displaystyle A}.
Auf diese Weise wird zum Beispiel das äußere Hausdorff-Maß definiert, aber auch das äußere lebesguesche Maß kann so gewonnen werden. Dazu setzt man {\displaystyle d(x,y)=|x-y|} und {\displaystyle \mu (A)=\operatorname {diam} (A)} und als Mengensystem den Halbring der halboffenen Intervalle.

## Messbarkeit nach Carathéodory
Sei {\displaystyle \nu \colon {\mathcal {P}}(X)\to [0,\infty ]} ein äußeres Maß auf der Potenzmenge einer Menge {\displaystyle X}. Eine Menge {\displaystyle A\subseteq X} heißt messbar bezüglich {\displaystyle \nu } oder kurz {\displaystyle \nu }-messbar, falls
{\displaystyle \forall E\in {\mathcal {P}}(X):\nu (E)=\nu (E\cap A)+\nu (E\cap A^{c})}.
Dieser Begriff der Messbarkeit stammt von Constantin Carathéodory.
Äquivalent ist die Definition, dass eine Menge {\displaystyle A\subseteq X} genau dann {\displaystyle \nu }-messbar ist, wenn
{\displaystyle \quad \nu (E)\geq \nu (E\cap A)+\nu (E\cap A^{c})} für alle {\displaystyle E\subseteq X} gilt.
Die beiden Charakterisierungen sind äquivalent, da das Gleichheitszeichen aus der σ-Subadditivität des äußeren Maßes folgt.

### Beispiele
- {\displaystyle \emptyset ,X} sind {\displaystyle \nu }-messbar.
- Komplemente {\displaystyle \nu }-messbarer Mengen sind messbar: Sei {\displaystyle A\subseteq X} {\displaystyle \nu }-messbar, dann ist auch {\displaystyle A^{c}} {\displaystyle \nu }-messbar.
- Nullmengen bezüglich des äußeren Maßes sind messbar: Sei {\displaystyle A\subseteq X} mit {\displaystyle \nu (A)=0}, dann ist {\displaystyle A} {\displaystyle \nu }-messbar. Nach dem Vorherigen ist auch {\displaystyle A} {\displaystyle \nu }-messbar, falls {\displaystyle \nu (A^{c})=0} gilt.

### Abgrenzung zu anderen Messbarkeitsbegriffen
Meist wird mit der Messbarkeit einer Menge gemeint, dass sich diese Menge in einer bestimmten σ-Algebra befindet. Dieser Messbarkeitsbegriff ist hauptsächlich davon abhängig, in welchem Messraum man sich befindet. Daher spricht man auch teilweise von der Messbarkeit bezüglich eines Messraumes.
Im Gegensatz dazu ist der hier verwendete Messbarkeitsbegriff unabhängig von einem Mengensystem. Er hängt nur von dem äußeren Maß ab, das auf der gesamten Potenzmenge definiert ist. Dementsprechend nennt man die Messbarkeit nach Carathéodory auch Messbarkeit bezüglich eines äußeren Maßes.

### σ-Algebra der ν-messbaren Mengen
Ist {\displaystyle \nu } ein äußeres Maß, so ist die Menge
{\displaystyle {\mathcal {A}}_{\nu }=\{A\subset X|A{\text{ ist }}\nu {\text{-messbar}}\}}
eine σ-Algebra und {\displaystyle \nu |_{{\mathcal {A}}_{\nu }}} ein vollständiges Maß.
Es lässt sich auch zeigen, dass {\displaystyle {\mathcal {A}}_{\nu }} genau dann die Borelsche σ-Algebra {\displaystyle {\mathcal {B}}(X)} enthält, wenn {\displaystyle \nu } ein metrisches äußeres Maß auf dem metrischen Raum {\displaystyle (X,d)} ist.